# Делхейд, Пауль
Пауль Шарль Делхейд (нидерл. Paul Charles Delheid; 9 декабря 1909 — неизвестно) — бельгийский хоккеист на траве, нападающий. Участник летних Олимпийских игр 1928 и 1936 годов.

## Биография
Пауль Делхейд родился 9 декабря 1909 года.
Играл в хоккей на траве за «Роял Расинг» из Уккела.
В 1928 году вошёл в состав сборной Бельгии по хоккею на траве на летних Олимпийских играх в Амстердаме, занявшей 4-е место. Играл на позиции нападающего, провёл 5 матчей, забил 1 мяч в ворота сборной Швейцарии.
В 1936 году вошёл в состав сборной Бельгии по хоккею на траве на летних Олимпийских играх в Берлине, поделившей 10-11-е места. Играл на позиции нападающего, провёл 2 матча, забил 2 мяча (по одному в ворота сборных Нидерландов и Швейцарии).
О дальнейшей жизни данных нет.